# بن صويلح
بن صويلح (من مواليد 17 نوفمبر 1996) في أبو ظبي، الإمارات العربية المتحدة هو ممثل إماراتي كندي وممثل كوميدي.

## النشأة والوظيفة
بن صويلح المعروف أيضًا باسم علي صالح عوض الجابري ولد في العين لكنه انتقل لاحقًا إلى بانياس. بدأ بن صويلح حياته المهنية كفنان مسرحي في عام 2013 من مسرح القصباء في الشارقة. كتب صويلح كتاباً بعنوان "قدرة الممثل" عام 2015. ظهر في العديد من العروض الكوميدية في دور السينما الإماراتية.